# Света Троица (Еани)
Вижте пояснителната страница за други значения на Света Троица.
„Света Троица“ (на гръцки: Αγίας Τριάδας) е православна църква в Гърция, разположена в паланката Еани (Каляни), област Западна Македония, част от Сервийската и Кожанска епархия на Вселенската патриаршия.
Църквата е гробищен храм, разположен югоизточно от Еани, на 300 m от „Свети Атанасий“ и до храмовете „Свети Архангел Михаил“ и „Свети Николай“. Представлява еднокорабен храм, разширен в 1962 година на запад. На източната и част от северната стена на светилището има стенописи от XVI век.
В 1997 година храмът е обявен за защитен паметник.